# Іхтіорніс
Іхтіорніс (Ichthyornis) — рід викопних зубатих птахохвостих з пізнього крейдяного періоду Північної Америки. Це були літаючі, але дуже своєрідні, птахи розміром приблизно з голуба. Латинська назва походить з дав.-гр. ἰχθύς — «риба» і ὄρνις — «птах». Вона пов'язана з подібністю подвійно ввігнутих хребців цих птахів до хребців риб.
Рід включає 8 видів, які були описані за рештками з пізньокрейдових відкладень Альберти, Алабами, Канзасу (Грінхорнський вапняк), Нью-Мексико, Саскачевану і Техасу, в шарах Ніобрерського моря протягом туронського і кампанського періодів, приблизно 95—83,5 мільйона років тому. Іхтіорніс є поширеним видом фауни формації Ніобрер, були виявлені численні екземпляри.
Іхтіорніс став одним з перших знайдених мезозойських птахокрилих і першим, у якого були зуби, що зробило його важливим відкриттям у ранній історії палеонтології. Він залишається важливим і сьогодні, оскільки представляє одного з найближчих непташиних родичів сучасних птахів і одного з небагатьох мезозойських родичів птахів, представлених численними екземплярами.

## Опис

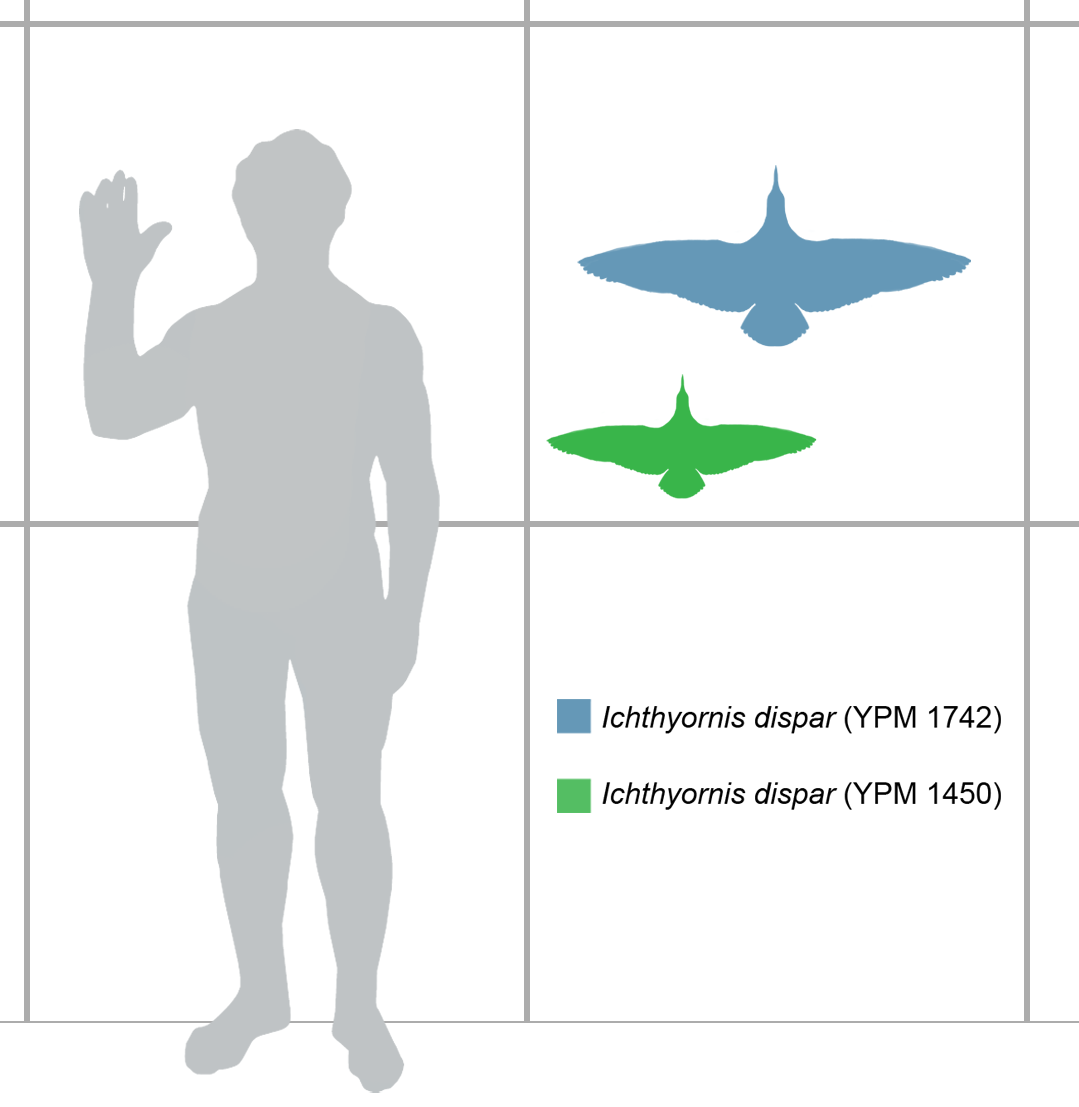
Порівняння розмірів 2-х зразків I. dispar до людини. YPM 1742, синій, та YPM 1450, зелений.
Обидва зразки дорослі, але YPM 1450 приблизно на мільйон років старший.

Вважається, що іхтіорніс був крейдяним екологічним еквівалентом сучасних морських птахів, таких як чайки, буревісники та водорізи. Середній екземпляр був розміром з голуба, довжиною у 24 см, зі скелетним розмахом крил (без урахування пір'я) близько 43 см, хоча серед відомих екземплярів спостерігається значна варіація розмірів, деякі менші, а деякі набагато більші, ніж типовий екземпляр Ichthyornis dispar.
Скелет крила типовий для літаючих птахів (утворилась пряжка, редукувались пальці тощо), грудина з добре розвиненим кілем. Задні кінцівки за пропорцією та будовою подібні до кінцівок мартинів. Хребці амфіцельні. Добре розвинений пігостиль. Голова непропорційно велика. Об'єм мозкової порожнини невеликий. Дзьоб довгий. Нижня щелепа та верхньощелепна кістка (але не передщелепна) несуть конічні зуби, які сидять в альвеолах.
Дослідження ендокрану — внутрішньої поверхні кісток черепа — іхтіорніса показало, що він мав відносно базальний мозок у порівнянні з сучасними птахами, подібний до мозку археоптерикса та інших непташиних тероподів. Разом з тим, він мав піднебіння, напрочуд схоже на піднебіння сучасних неоґнатів.

## Палеобіологія
Іхтіорнісоподібні, ймовірно, мешкали на морських узбережжях, живилися рибою, яку схоплювали з поверхневих шарів води при пікіруванні.

## Історія вивчення

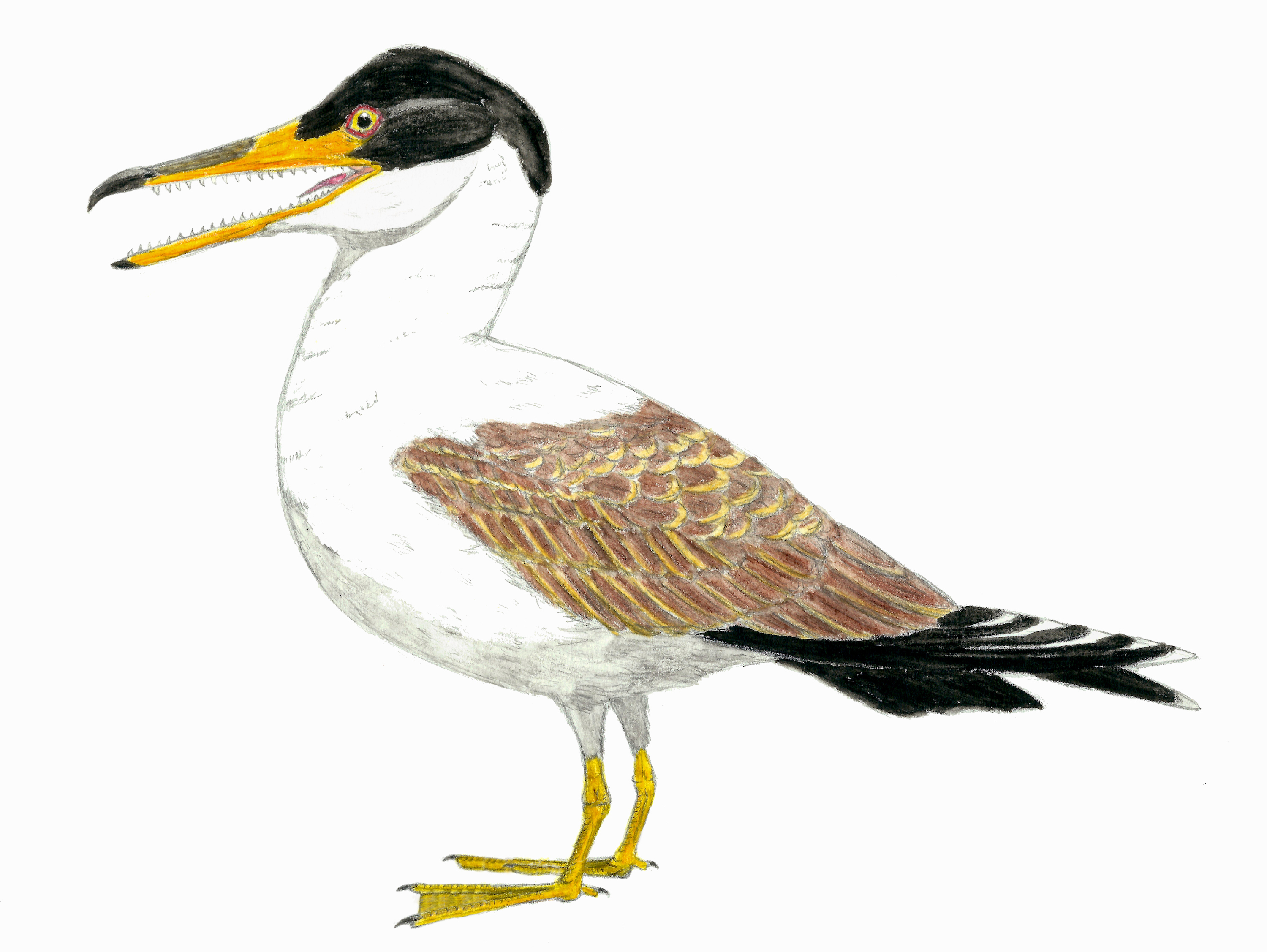
Художня реставрація зовнішнього вигляду іхтіорніса

Іхтіорніс був відкритий у 1870 році Бенджаміном Франкліном Маджем, професором сільськогосподарського коледжу штату Канзас, який знайшов перші скам'янілості з північної розвилки річки Соломон у Канзасі, Сполучені Штати. Мадж був успішним колекціонером скам'янілостей, який надсилав свої знахідки для вивчення провідним вченим. Раніше Мадж тісно співпрацював з палеонтологом Едвардом Дрінкером Копом з Академії природничих наук у Філадельфії. Однак, як стверджує С. В. Віллістон у 1898 році, невдовзі з Маджем зв'язався Отніел Чарльз Марш, суперник Копа у так званих «кісткових війнах» — гонці збирачів та ідентифікаторів скам'янілостей на американському Заході.
У 1872 році Марш написав Маджу і запропонував безоплатно ідентифікувати будь-які важливі скам'янілості, і присвоїти Маджу всю славу за їхнє відкриття. Марш був другом Маджа, коли вони були молодші, тож коли Мадж дізнався про прохання Марша, він змінив адресу на транспортному ящику зі зразком іхтіорніса (який вже був адресований Копу і був готовий до відправки), і відправив його Маршу. Таким чином Марш здобув першість у вивченні та назві важливої скам'янілості на фоні свого суперника.
Однак Марш спочатку не усвідомив справжньої важливості знайденої скам'янілості. Невдовзі після того, як він отримав зразок, він повідомив Маджу свою думку, що крейдяна плита містила кістки двох різних тварин: невеликої птахоподібної тварини та зубастих щелеп якоїсь невідомої рептилії. Марш вбачав, що незвичайні хребці птаха нагадують хребці риби, тому назвав звіра його «іхтіорніс», або «риб'ячий птах». Пізніше, в 1872 році, Марш описав зубасті щелепи як новий вид морських рептилій, названий Colonosaurus mudgei на честь свого першовідкривача.
На початку 1873 року Марш визнав свою помилку. Під час подальшої обробки та вилучення кісток черепа із каменю він встановив, що зубасті щелепи, ймовірно, належали птахові, а не морській рептилії. Через раніше невідомі особливості іхтіорніса (увігнуті з обох боків хребці та зуби) Марш вирішив віднести його до абсолютно нового підкласу птахів, який він назвав Odontornithes (або «зубасті птахи»), і до нового ряду Ichthyornithes (пізніше Ichthyornithiformes). Єдиним птахом, якого Марш включив до цих груп, був нещодавно названий Apatornis, якого він раніше вважав видом іхтіорніса, Ichthyornis celer.

## Кладограма

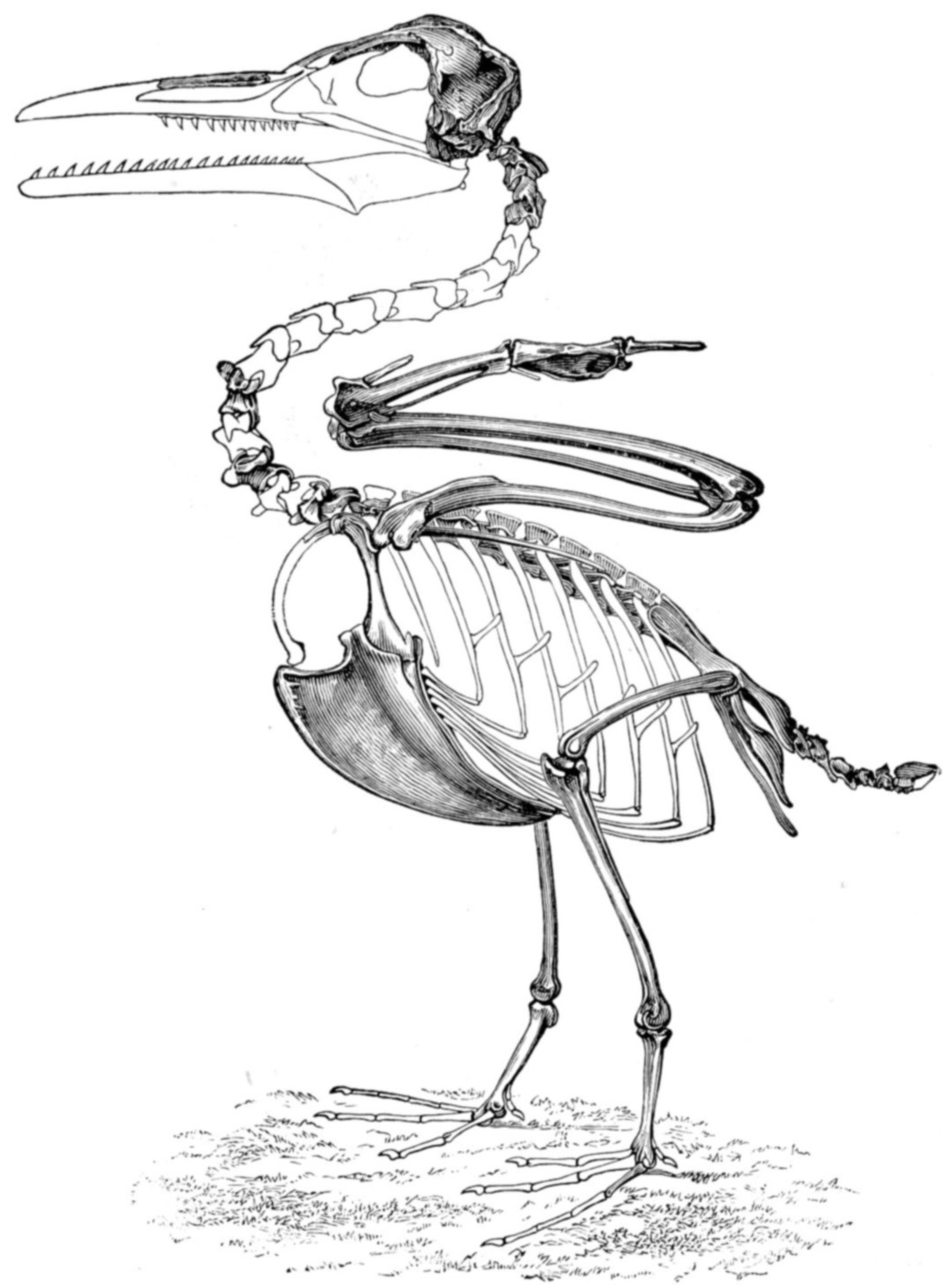
Реставрація скелета іхтіорніса за О. Ч. Маршем

Іхтіорніс близький до предків сучасних птахів, Aves, але представляє самостійну гілку. Довгий час вважалося, що він був спорідненим з деякими іншими крейдяними таксонами, відомими за дуже фрагментарними рештками — Ambiortus, Apatornis, Iaceornis і Guildavis — але вони, схоже, ближчі до предків сучасних птахів, ніж до Ichthyornis dispar. В опублікованому Джулією Кларк аналізі 2004 року колишній ряд Ichthyornithiformes і родина Ichthyornithidae були замінені кладою Ichthyornithes, яка в цій статті також була визначена згідно з філогенетичною таксономією як усі нащадки найдавнішого спільного предка I. dispar і сучасних птахів.
Кладограма, наведена нижче, є результатом аналізу 2014 року, проведеного Майклом Лі та його колегами, який розширив дані попереднього дослідження О'Коннора та Чжоу, проведеного у 2012 році:
|  | †Hesperornithes                                                      |
|  |                                                                      |
|  | \| \| †Limenavis \| \| \| \| \| \| Птахи (сучасні птахи) \| \| \| \| |
|  |                                                                      |
|  | †Limenavis                                                           |
|  |                                                                      |
|  | Птахи (сучасні птахи)                                                |
|  |                                                                      |

|  | †Limenavis            |
|  |                       |
|  | Птахи (сучасні птахи) |
|  |                       |

|  | †Hesperornithes                                                      |
|  |                                                                      |
|  | \| \| †Limenavis \| \| \| \| \| \| Птахи (сучасні птахи) \| \| \| \| |
|  |                                                                      |
|  | †Limenavis                                                           |
|  |                                                                      |
|  | Птахи (сучасні птахи)                                                |
|  |                                                                      |

|  | †Limenavis            |
|  |                       |
|  | Птахи (сучасні птахи) |
|  |                       |